# Oberstranach
Oberstranach je naselje v Občini Kotarče v Okraju Šentvid ob Glini na Koroškem v Avstriji.